# Universität Maribor
Die Universität Maribor (auch Universität zu Marburg an der Drau, Slowenisch: Univerza v Mariboru) in der Universitätsstadt Maribor ist die zweitälteste und bezogen auf die Studierendenzahl zweitgrößte Universität Sloweniens.

## Geschichte
Die Universität Maribor besteht seit 1975, als das im 19. Jahrhundert unter Bischof Anton Martin Slomšek gegründete Slowenische Theologische Kolleg mit sechs weiteren Ausbildungs- und Forschungseinrichtungen vereinigt wurde.

## Forschung und Lehre
Heute besteht die Universität aus 15 Fakultäten mit insgesamt rund 20.000 Studenten. Lehre und Forschung findet unter anderem in den Fächern Agrarwissenschaften, Chemie, Elektrotechnik, Informatik, Krankenpflege, Maschinenbau, Rechts- und Wirtschaftswissenschaften statt. Am IER – Institute for Entrepreneurship Research werden Aktivitäten zur Unternehmensgründung in Slowenien erforscht.
2003 wurde die Medizinische Fakultät gegründet, die im Wintersemester 2004/2005 die ersten Studierenden annahm. 2011 begann der Bau eines neuen Fakultätsgebäudes am südlichen Drauufer, das 2013 bezogen wurde. An der daneben gelegenen Universitätsklinik UKC Maribor werden auch Patienten aus dem südlichen Österreich behandelt.

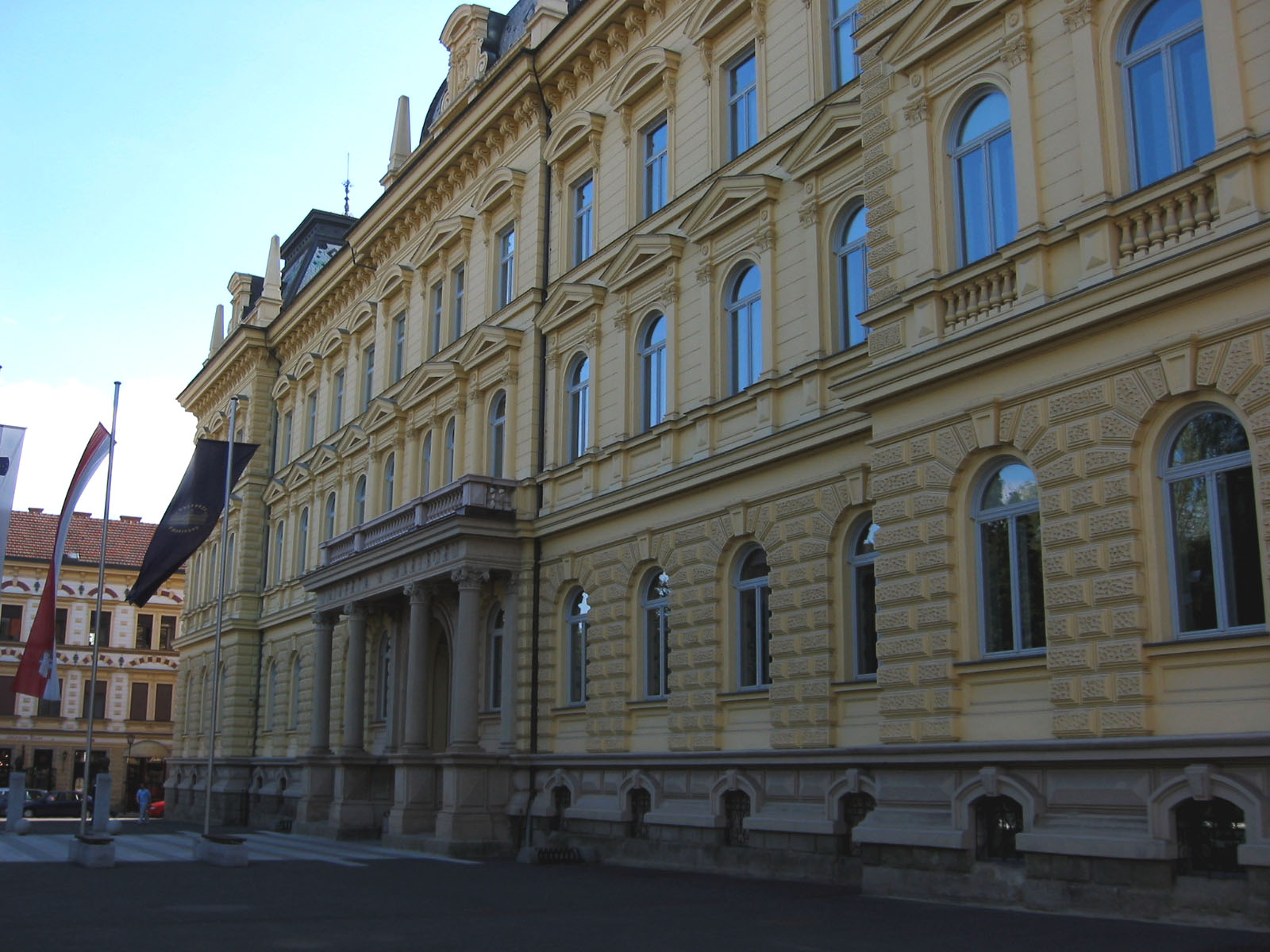
Hauptgebäude

## Bekannte Hochschullehrer
- Darijan Božič (* 1933), slowenischer Komponist
- Matej Brešar
- Sandi Klavžar
- Davorin Kračun, ehem. Außenminister und Botschafter in den USA
- Ciril Toplak

## Bekannte Absolventen
- Drago Jančar (* 1948), slowenischer Schriftsteller
- Ljudmila Novak (* 1959), slowenischer Politiker
- Blaž Medvešek (* 1980), Leichtathlet